# Zmajevac (Kneževi Vinogradi)
Zmajevac (hongrois : Vörösmart) est une localité de Croatie située dans la municipalité de Kneževi Vinogradi, comitat d'Osijek-Baranja. Au recensement de 2001, elle comptait 974 habitants. Elle est habitée par des Magyars.

## Géographie
Zmajevac se trouve à environ 36 km au nord d'Osijek et à 22 km au sud de la frontière avec la Hongrie.
La Serbie se trouve à environ 8 kilomètres.
Le Liberland est à environ 5 kilomètres.

## Histoire

### Protohistoire
Le village était déjà habité à l'âge du bronze, comme en témoignent les fouilles archéologiques .
Une flûte en terre cuite, aujourd'hui conservée au Musée d'histoire naturelle de Vienne, date d'environ 1400 av. J.-C. 

Dès la fin de l'âge de La Tène, avant même que les Romains ne s'emparent de la région, on peut constater la présence de récipients de fabrication romaine dans les tombes de guerriers celtes tardives de Zmajevac .

### Antiquité
En bordure du village, des fouilles supplémentaires ont permis de découvrir d'autres objets datant de l'époque romaine.
A cet endroit stratégique se trouvait un poste de garde militaire qui faisait partie du système romain de défense des frontières, 
le "limes du Danube". Selon des sources historiques, il existait un fort romain rectangulaire appelé Ad Novas.
À la fin de l'époque romaine, l'Auxilia Novensia y était stationnée et dépendait du commandant militaire de la province de Pannonia secunda.
De nombreuses annexes romaines, des récipients en céramique, des fragments d'objets en céramique et en verre, des bracelets, des bagues, des boucles d'oreilles, des colliers, des perles, des pièces de monnaie, des fibules, des peignes en os, des boucles de ceinture, des agrafes en tissu et divers objets métalliques ont été découverts sur le site de fouilles.
Les dix fouilles archéologiques menées jusqu'à présent ont permis de mettre au jour un total de 180 tombes qui, d'après les vestiges exhumés, datent du IIIe siècle à la seconde moitié du IVe siècle .

### Moyen Âge
La première mention documentaire du village date de 1246 sous le nom de "Verusmorth".
Au Moyen-Âge, les seigneurs de Zmajevac étaient membres de la famille Gorjanski et au XVe siècle, le village appartenait à Péter Geréb, un palatin de Hongrie et parent du roi hongrois Matthias Ier.
À cette époque, le village était un centre économique de la région.
En 1526, il a été occupé par les Turcs.
Le registre fiscal turc de 1591 mentionne 53 maisons et les habitants étaient principalement des Hongrois.

### Début de l'époque moderne
Pendant la Grande guerre turque en 1687, la région fut libérée de la domination turque et le prince Eugène de Savoie reçut la région en donation royale pour ses mérites militaires.
Jusqu'à la mort d'Eugène de Savoie, Zmajevac faisait partie de son domaine seigneurial à Bilje.
En 1736, le domaine et les terres passèrent à la Chambre de Hongrie et Marie-Thérèse fit don du domaine à sa fille l'archiduchesse Marie-Christine et à son mari le prince Albert Casimir en 1780.
Plus tard, l'archiduc Charles hérita du domaine, qui resta la propriété de son frère Frédéric jusqu'à la Première Guerre mondiale.

### Époque moderne
Après la fin de la Première Guerre mondiale et jusqu'au traité de paix de Trianon, 
la région faisait partie du comitat de Baranya.
En 1918, elle a été attribuée au nouveau royaume de Yougoslavie.
Pendant la Seconde Guerre mondiale, de 1941 à 1945, la région a de nouveau appartenu à la Hongrie.
Après la fin de la Seconde Guerre mondiale, elle a été intégrée à la République fédérative socialiste de Yougoslavie.
Après l'indépendance de la Croatie en 1991 et la guerre de Croatie qui s'est ensuivie, la localité est tombée aux mains des Serbes insurgés.
La population non serbe a été partiellement expulsée.
En 1998, Zmajevac et le sud de la Baranja ont été restitués pacifiquement à la Croatie par un accord de paix.

## Groupes ethniques
Recensement de 2001
- 701 - Hongrois
- 178 - Croates
- 10 - Serbes
- 85 - Autres

## Personnalités liées à la ville
- Otti Berger (1898-1944), artiste textile née à Zmajevac.